# 苫小牧市科学センター
苫小牧市科学センター（とまこまいしかがくセンター）は、苫小牧市にある天文学系博物館。

## 概要
- 1970年（昭和45年）、「苫小牧市青少年センター」を建設し博物展示部門・科学展示部門設置。[1]
- 1985年（昭和60年）11月、苫小牧市博物館開設に伴い、科学部門を充実させ、「苫小牧市科学センター」へ名称変更。
- 1999年（平成11年）12月に「ミール展示館」開館。
- 入場料は無料（2019年9月現在）。

## 主な展示品

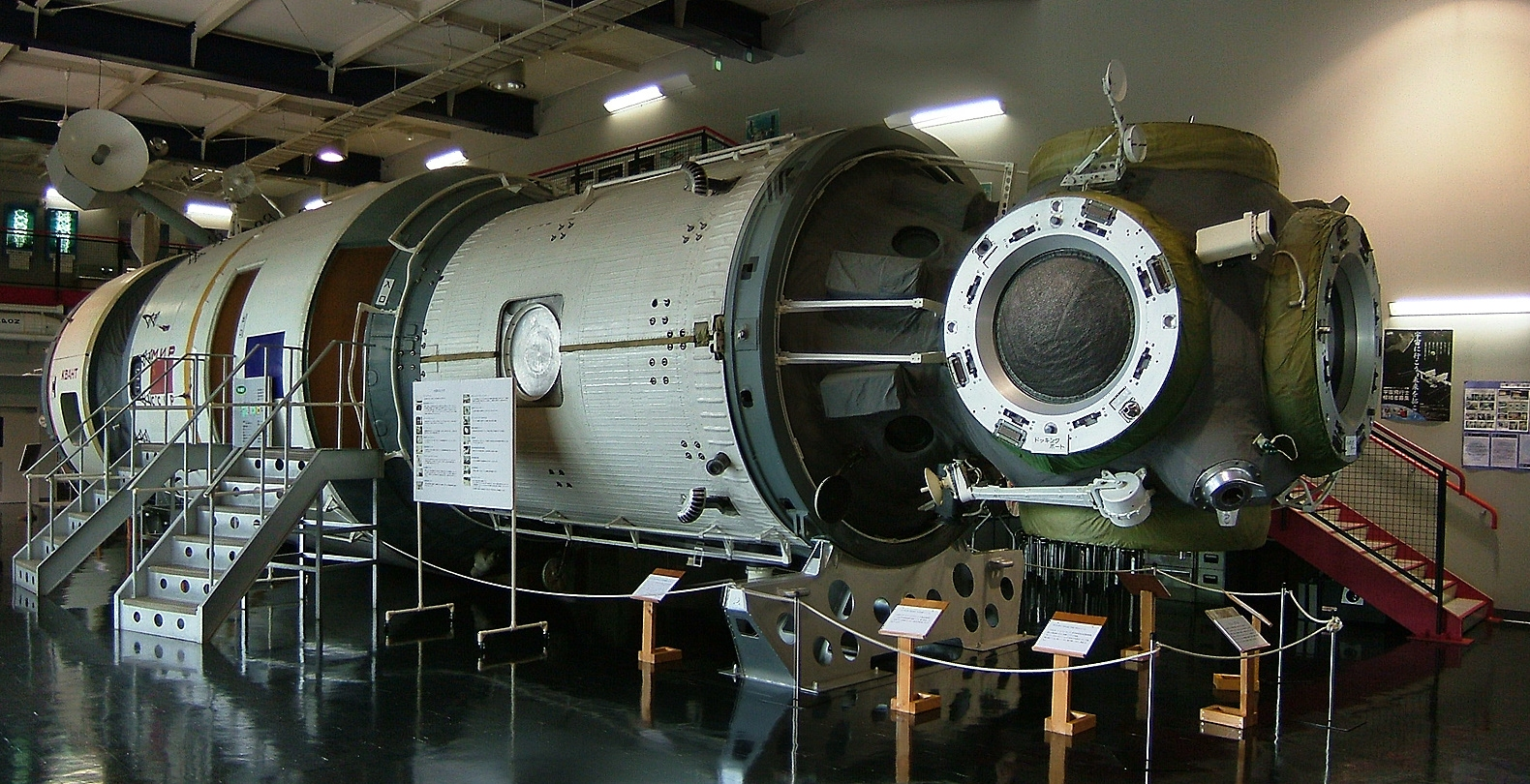
ミール予備機

- 宇宙ステーション「ミール」（予備機）
- プラネタリウム
- 防災救急ヘリコプター「はまなす」
- グライダー
- ダットサンベビー
- 航空機エンジン
- 国際線シート
- 自動車エンジン
- アマチュア無線局
- 真空管ラジオ・テレビ
- 電動ジャイロ
- 真空実験
- 反射望遠鏡
- プラキシノスコープ
- ファンタスコープ
- 日時計
- パラボラアンテナ
- 国鉄C11形蒸気機関車

## 施設

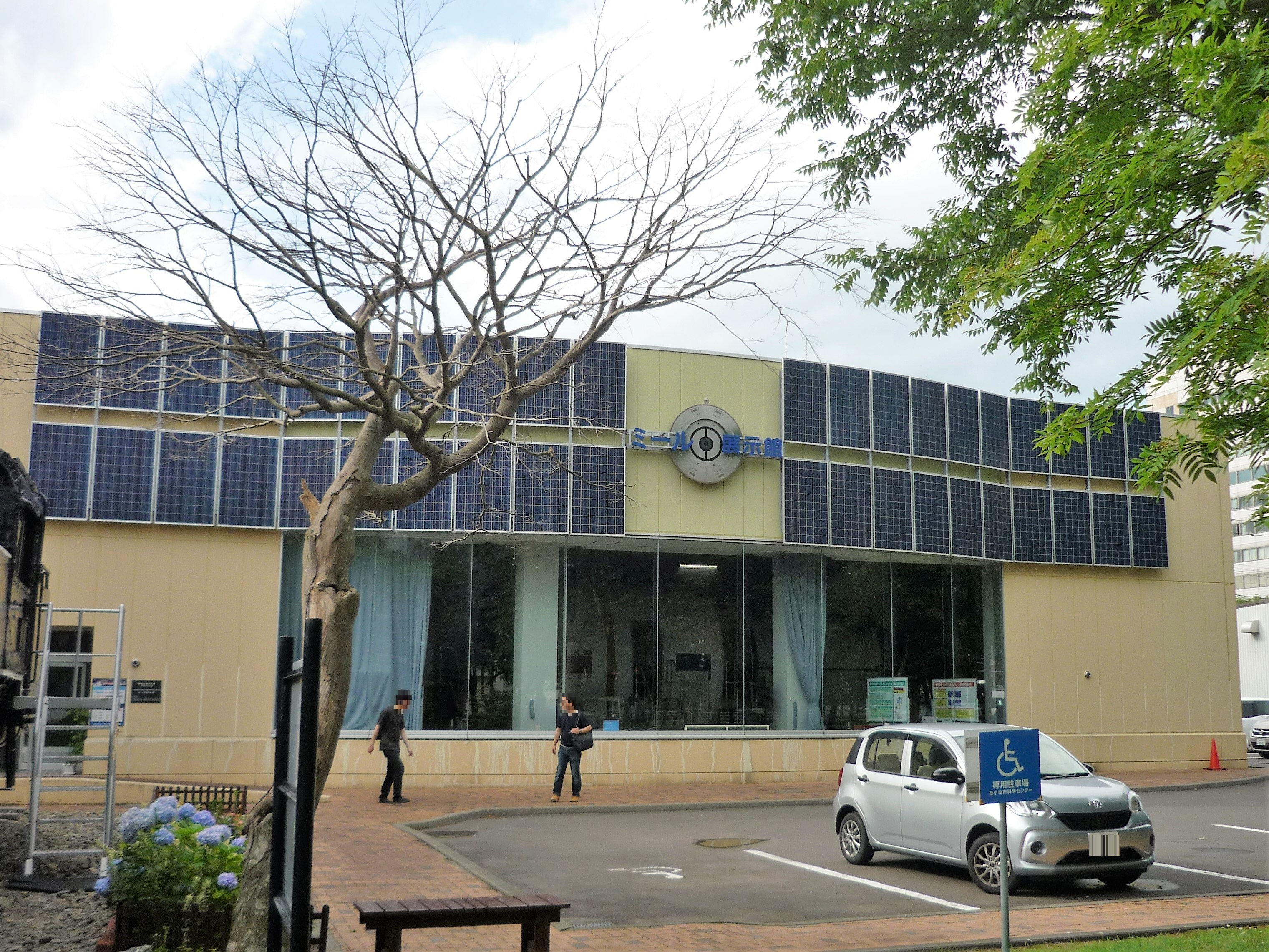
ミール展示館

- 科学展示室
- ミール展示館
- プラネタリウム
- 天文ドーム

## 交通アクセス
- 札幌から車で90分（一般自動車道）
- 『高速バス』　札幌から都市間高速バス「高速とまこまい号」（中央バス）及び都市間高速バス「高速ハスカップ号」（道南バス）乗車、停留所「市役所前」下車。南方へ徒歩5分。
- 『JR』　JR苫小牧駅下車、駅前通りを南方へ徒歩20分。
- 『JR＋路線バス』JR苫小牧駅下車、JR苫小牧駅前バス乗り場①～③のりば、
  - (10)グリーンヒル団地線
  - (14)錦西文化公園線
  - (17)錦岡線
  - (19)はまなす団地線
  - (21)日ノ出町線
  - (24)フェリー線
  - (25)勇払線
  - (26)沼ノ端線
  - (30)千歳空港線　のいずれかに4分程度乗車し、停留所「市役所前」で下車。南方へ徒歩5分。

- 駐車場（無料）
大型バス4台　自家用車20台